# Anne Marie Giørtz

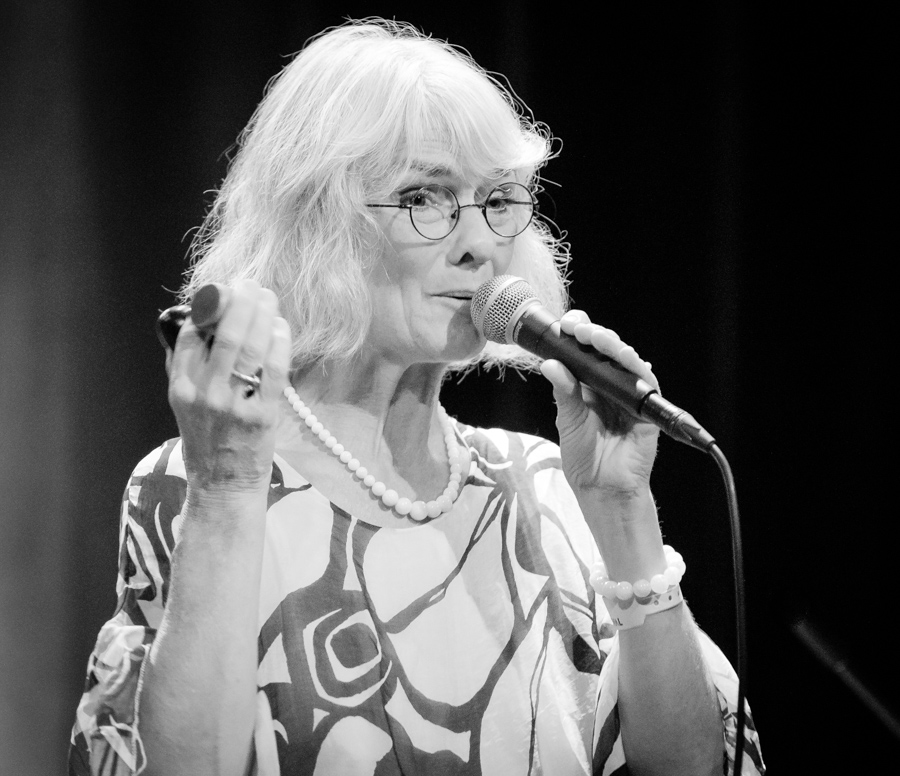
Anne Marie Giørtz (2018)
Bild: Tore Sætre

Anne Marie Giørtz (* 19. März 1958 in Stockholm) ist eine norwegische Jazzsängerin.
Giørtz hatte vom 6. bis zum 19. Lebensjahr Ballettunterricht und wirkte an Aufführungen der Norske Opera des Det Norske Teater mit. Sie studierte ab 1976 an der Universität Oslo Klavier, Altsaxophon und Jazzgesang. Sie besuchte verschiedene Sommerkurse und Seminare und studierte Vokal- und Stimmtechnik bei Rigmor Tarøly, Ellen Sundby, Torstein Følinger und Henning Karlstad.
1980 wurde sie Mitglied der Jazzband EIM, mit der sie durch Norwegen tourte und am Moldefestival teilnahm. in den 1980er Jahren nahm sie u. a. an fünf Produktionen des Telemark Teater teil und trat am Norske Teater und am Oslo Nye Teater (mit Musik von Arne Nordheim) auf. Am ABC-teatret stand sie mehr als zweihundertmal im Musical Der kleine Horrorladen auf der Bühne. Außerdem gab sie Konzerte mit Toralf Maurstad und Wenche Medbø.
1982 gründete Giørtz ein eigenes Quintett, seit 1986 leitet sie die Band AB und ZU. 1988 wurde sie Mitglied von Tom Lunds Trio de Janeiro (mit Sveinung Hovensjø). Mit der Gruppe trat sie u. a. in Skandinavien, Deutschland, Frankreich, Spanien, Russland und Brasilien auf.
Giørtz erhielt zwei Nominierungen für den Spellemannprisen (für Breaking out, 1983 und Totally, 1996) und gewann den Preis mit dem Trio de Janeiro für das Album Brazilikum (1993). Mit Veslemøy Solberg und Kaia Huuse arbeitete sie an einem Projekt nach Texten von Aksel Sandemose zusammen. Seit Mitte der 1990er Jahre unterrichtet sie Gesang u. a. an der Norges Musikk høgskole und der Universität Oslo.

## Diskographie
- Breaking Out, Anne Marie Giørtz kvintett, 1983
- Tigers Of Pain, Anne Marie Giørtz band, 1985
- Ab und Zu, Ab und Zu, 1989
- Brazilikum, Trio de Janeiro, 1993
- Amoregano, Trio de Janeiro, 1995
- Totally, Ab und Zu, 1996
- Jenter fra Jante mit Veslemøy Solberg und Kaia Huuse, 1999
- Spark Of Life, Ab und Zu, 2002